# Chiesa di Santa Caterina in Villa
La chiesa di Santa Caterina in Villa è la chiesa parrocchiale di San Giovanni Ilarione, in provincia di Verona e diocesi di Vicenza; fa parte del Vicariato di San Bonifacio-Montecchia di Crosara, precisamente dell'Unità Pastorale di San Giovanni Ilarione.

## Storia
Si sa per certo che nel 1423 esisteva una chiesa dedicata a Santa Caterina d'Alessandria, presso la quale vi era un cimitero.
L'edificio, del XV secolo, tardogotico, aveva una facciata a capanna e un'unica navata, mentre il campanile, da foto d'epoca tra fine Ottocento e inizio Novecento, mostra due celle campanarie sovrapposte e un cupolino, con evidenti segni di due fasi costruttive.
Nel Seicento la chiesa aveva  tre altari dedicati a Santa Caterina, San Rocco e Santa Lucia, mentre sull'altare maggiore marmoreo vi era la pala del veronese Giuseppe Da Corte del 1582.
La chiesa era sempre stata soggetta a quella di San Giovanni Battista a Castello e il proprietario era il Comune, che ne aveva il giuspatronato.
Nel tempo vi erano stati vari tentativi di rendere autonoma la chiesa ma fu solo nel 1700 che il Vescovo di Vicenza Sebastiano Venier eresse S. Caterina a parrocchiale. Ne seguirono dei contrasti che portarono il prelato, nel 1702, ad annullare la decisione precedente, invitando i suoi successori a non fare più tale concessione.
Nel Settecento Andrea Balzi, un nobile, donò un terreno per ampliare il presbiterio, a base rettangolare, costruire un nuovo altare maggiore e collocare la sua tomba nel mezzo.
Nel 1745 l'altare maggiore, durante la visita pastorale del Vescovo Antonio Marino Priuli, era marmoreo e sempre con la pala del Da Corte, mentre gli altri altari erano lignei.
L'8 ottobre 1889 il Vescovo Antonio Maria de Pol decise che era arrivato il tempo di rendere nuovamente autonoma la chiesa di Santa Caterina.
In seguito a questa decisione fra gli abitanti crebbe il desiderio di erigere un luogo di culto che contenesse la comunità, cosa che l'edificio esistente non permetteva. Per questo, nel 1901, fu formata una commissione per la costruzione della nuova chiesa e si decise di rivolgersi al progettista vicentino di Castelnovo, Gerardo Marchioro, noto per aver costruito altri edifici di culto come le chiese di Isola Vicentina, Costabissara e Nanto.
La prima pietra fu posta il 9 settembre 1901 e la consacrazione del luogo di culto avvenne il 7 settembre 1909 da parte del Vescovo di Treviso, il Beato Andrea Giacinto Longhin, ai tempi del primo parroco don Francesco Trecco.
Terminata la costruzione del nuovo edificio, nonostante alcuni contrasti in merito, nell'agosto 1909 si decise di abbattere la chiesa precedente e il suo campanile, che si trovavano nella piazza antistante alla nuova facciata.

## Descrizione

### La facciata
La facciata a salienti, per certi aspetti un mix tra stili neoromanico e neogotico, è divisa in tre settori da pilastri che anticipano la divisione interna in tre navate ed è tagliata in orizzontale da una fascia che passa all’altezza del fregio, nella cui lunetta, sopra il portale rettangolare, vi p un affresco con La Madonna con il Bambino adorata da Santa Caterina, opera di Pietro Pajetta.
Al di sopra del portale vi è il rosone, mentre la facciata viene chiusa dagli archetti pensili e da cinque pinnacoli con guglie.

### Interno
L’interno della chiesa, che ha un orientamento da sud verso nord, è suddiviso in tre navate, con volta a botte per quella centrale e copertura piana per le laterali, divise da pilastri che sostengono archi a tutto sesto.
L’illuminazione naturale della navata centrale è garantita da bifore, mentre quella delle navate laterali e dell’abside a pianta semiesagonale da monofore allungate in verticale.
Tutte le vetrate furono realizzate dalla ditta Testori di Brescia tra l’estate del 1907 e l’autunno del 1908, compreso il rosone della facciata, su disegno del pittore bresciano Fausto Codenotti.
La decorazione del tempio è dovuta a più mani, ma a coordinare il tutto fu l’ingegnere. Giovanni Battista Meneghello.
Gli affreschi nelle volte della navata centrale, nel presbiterio e nel catino absidale sono del Pajetta, eseguite tra il 1907 ed il 1908, tra cui, al centro del soffitto La Madonna e San Simone Stock.
Il completamento della decorazione è opera del pittore veronese Dino Menato, che, presente a San Giovanni in quanto sfollato a causa della Seconda Guerra Mondiale, nel 1942 terminò la decorazione dei pilastri della navata interrotta ai tempi del Pajetta ed eseguì le quattro lunette alle testate delle navate minori con i seguenti soggetti della vita di Gesù: La preghiera nell’Orto, L’incoronazione di spine, Il Battesimo di Gesù e Il Pentimento della Maddalena. Allo stesso anno risale il dipinto in controfacciata con Il Discorso della Montagna.
Nel 1944 il Menato ultimò i dipinti, tutti in tempera forte su calce asciutta, a causa delle restrizioni del conflitto, del presbiterio e dell’abside. Troviamo raffigurati Il processo di Santa Caterina e Il martirio di Santa Caterina, L’Ultima Cena e La pesca miracolosa, questi ultimi due rispettivamente sulle pareti destra e sinistra del presbiterio. I volti delle scene dipinte da Menato sono quelli della contrada Gambaretti.
Lungo la navata laterale destra è collocato un altare ligneo proveniente dalla chiesa precedente e dedicato a San Rocco, con tavola dipinta dal vicentino Pietro Fadelo nel 1511 e raffigurante La Madonna con il Bambino in trono tra i Santi Sebastiano, Bernardino, Antonio Abate e Rocco.
Nella navata sinistra vi è l’altro altare ligneo della chiesa precedente, dedicato a Santa Lucia, che vede collocata una statua lignea della Madonna col Bambino, mentre in fondo vi è un’opera del pittore locale Giuseppe Zandonà che riproduce i vari edifici di culto del Comune di San Giovanni Ilarione.

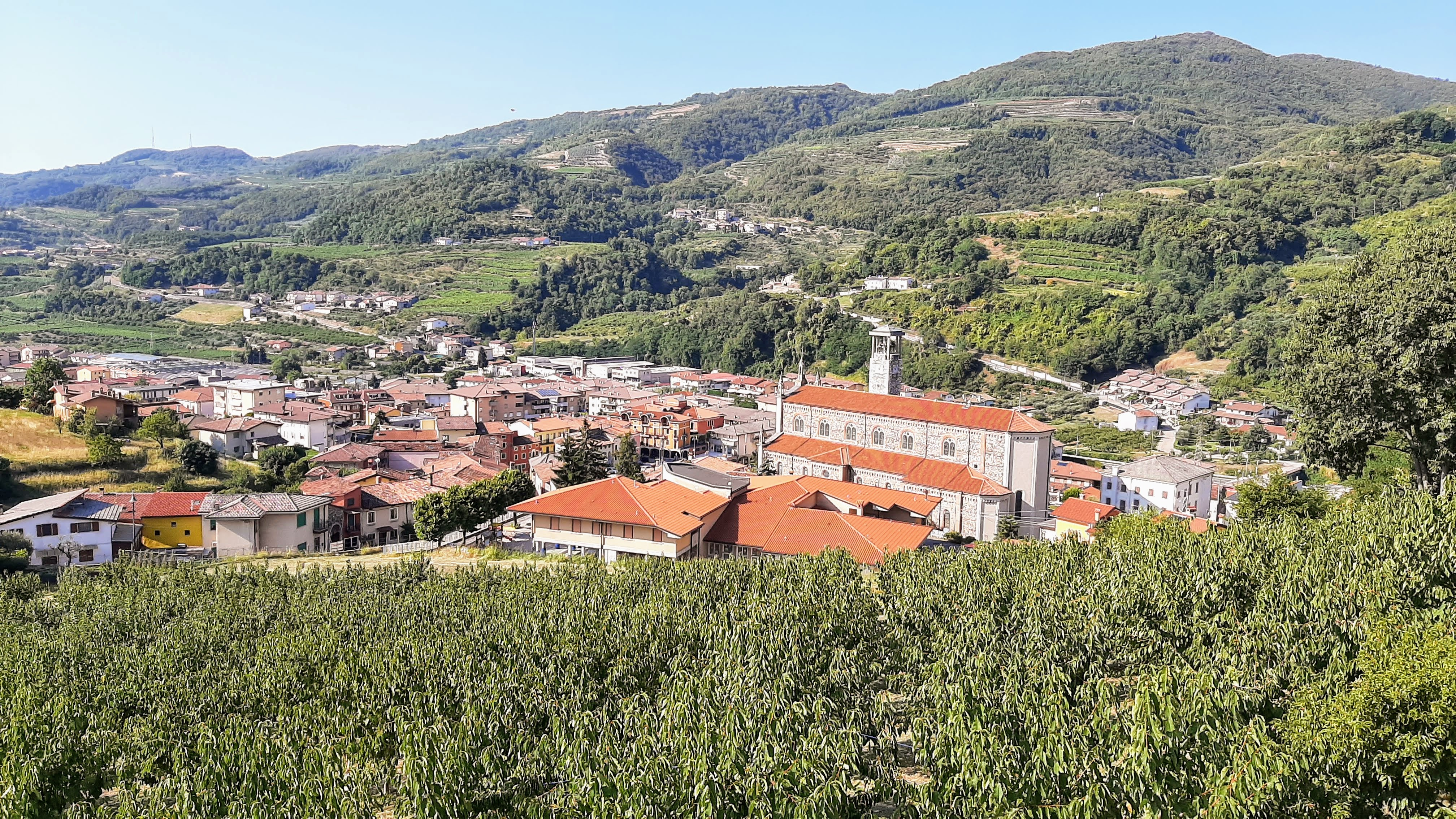
Veduta di San Giovanni Ilarione dalla strada che scende da Castello. Evidente la chiesa di S. Caterina e la parte alta del campanile

Oggi il presbiterio si presenta modificato dopo l’adeguamento liturgico compiuto nel 1975 dagli architetti Colombo, Pirola e Vigorelli della Scuola d’Arte Cristiana ‘’Beato Angelico’’ di Milano. L’altare maggiore è stato rimosso e collocato nell’attiguo oratorio e le due statue settecentesche, collocate su due piedistalli ai lati dell’altare maggiore della chiesa quattrocentesca, raffiguranti probabilmente Sant’Andrea e Sant’Ilarione, sono visibili sui primi due pilastri della navata centrale.
L’attiguo oratorio conserva l’altare maggiore dell’antica chiesa, su cui è collocata una tela settecentesca con la Sacra Famiglia, attribuita al pittore vicentino Costantino Pasqualotto e donata alla parrocchia nel 1903 da Anna Lionello Puschiavi e proveniente dalla cappella della famiglia Balzi in contrada Boarie.
A destra dell’entrata vi è una tela del 1536 trasportata su tavola con Madonna in trono fra i Santi Caterina e Ilarione(?), commissionato dalla Confraternita di Santa Caterina, mentre sulla parete di sinistra vi è la pala che era collocata sull’altare maggiore della chiesa precedente, opera del 1582 di Giuseppe Da Corte con la Glorificazione di Santa Caterina fra i Santi Giovanni Battista e Zeno, che, sullo sfondo, presenta la chiesa quattrocentesca di Santa Caterina, il castello dei Malacappella e altri edifici dell’alta Val d’Alpone.
Sul soffitto dell’oratorio il dipinto La Madonna Assunta in cielo è del pittore Menato.

## Campanile e campane
La chiesa seicentesca aveva un campanile con doppia cella campanaria e cupolino, probabilmente frutto di due fasi di costruzioni distinte.
Una nuova torre fu edificata nel 1920 sul fianco sinistro della nuova chiesa, leggermente arretrata rispetto alla facciata, di altezza modesta e con tre campane
A fine degli anni Ottanta del XX secolo, si valutò la possibilità di erigere un nuovo campanile. Prevalse, invece, l’idea di sopraelevare quello esistente, rafforzandone le fondamenta.
Fu così che nel 1989, centenario della parrocchia, la torre fu portata a 38 metri d’altezza su disegno dell’architetto Oreste Valdinoci. A ricordare la vecchia torre c’è una cornice muraria sui quattro lati, mentre la parte superiore, di base quadrata anch’essa, ma in cemento armato rivestito e tamponato in pietrame analogo a quello della parte inferiori, si concluse con una cella campanaria con quattro coppie di pilastri in cemento armato che sorreggono il tetto a quattro falde. Culmina il tutto la croce con banderuola segnavento, la stessa del campanile precedente.
Il concerto campanario collocato nella torre è composto da 6 campane in MIb3 montate alla veronese ed elettrificate. Questi i dati del concerto:
- MIb3 – diametro 1210 mm - peso 1096 kg - Fusa nel 1989 da De Poli di Treviso

- FA3 – diametro 1073 mm - peso 756 kg - Fusa nel 1989 da De Poli di Treviso

- SOL3 – diametro 948 mm - peso 524 kg - Fusa nel 1989 da De Poli di Treviso

- LAb3 – diametro 895 mm - peso 428 kg - Fusa nel 1989 da De Poli di Treviso

- SIb3 – diametro 800 mm - peso 305 kg - Fusa nel 1989 da De Poli di Treviso

- DO4 – diametro 710 mm - peso 205 kg - Fusa nel 1989 da De Poli di Treviso[8]